# 春谷美雨
春谷 美雨（はるたに みう、[生年月日非公表]）は、日本のAV女優。カプセルエージェンシー所属。

## 略歴
2022年4月、マドンナの「MONROE」レーベル専属女優としてAVデビュー。
3作品に出演した後、専属を離れ企画単体女優となる。

## 人物
公式インスタグラムのプロフィール欄には、40代の経産婦で4カ月で12キロの減量を達成してAVデビューしたと記載している。
筋トレを常に行っていて自身のSNSにはトレーニングの様子や成果を投稿している。

## 出演作品

### アダルトDVD
- 40歳になってもオンナとして美しく輝きたい―。 春谷美雨 40歳 AV DEBUT（4月12日、マドンナ）
- 再婚する母へ… 嫉妬した僕の止まらない中出し近親相姦（5月24日、マドンナ）
- 下着モデルを志す義母の艶やかな肉体に誘われて… 本能のままに何度も溺れてしまった1週間（6月14日、マドンナ）
- 120%リアルガチ軟派伝説 vol.111（8月19日、プレステージ）他出演:東あかり、桧山ゆりか、工藤ララ、川北メイサ
- 筋肉美魔女潮吹き妻（8月23日、豊彦）※「池口千沙都」名義
- 筋肉熟女 〜性欲が強すぎるアクメ妻〜 春谷美雨(40)（8月25日、ROCKET）
- よみがえる夫婦関係 ハマりあって気付く幸せのかたち（9月6日、FAプロ）他出演:西園寺美緒
- アイツの母ちゃんムカツクからさぁ、今日から毎日中出ししまくってメチャクチャに輪姦してやろうぜ(笑)。（10月11日、マドンナ）
- 素人妻ナンパ 全員生中出し 5時間セレブDX 83（10月15日、ロータス）他出演:4人

### イメージDVD
- nudie（2022年9月28日、スパイスビジュアル）